# NGC 7608
NGC 7608 је спирална галаксија у сазвежђу Пегаз која се налази на NGC листи објеката дубоког неба.
Деклинација објекта је + 8° 21' 1" а ректасцензија 23h 19m 15,3s. Привидна величина (магнитуда) објекта NGC 7608 износи 14,2 а фотографска магнитуда 15,0. NGC 7608 је још познат и под ознакама UGC 12500, MCG 1-59-44, CGCG 406-62, PGC 71055.